# János Benedek
János Benedek, född 20 november 1944 i Kiskunmajsa, är en ungersk före detta tyngdlyftare.
Benedek blev olympisk bronsmedaljör i 60-kilosklassen i tyngdlyftning vid sommarspelen 1972 i München.